# Raptularz
Raptularz (łac. raptularius, od raptus – porwanie, gwałtowne zabranie czegoś) – rodzaj brudnopisu czy notatnika, który dawniej służył do zapisywania różnych bieżących spraw, np. domowych, finansowych, urzędowych. Określeniem tym nazywano także spis myśli, wierszy czy zasłyszanych anegdot.
W genealogii raptularz to rodzaj księgi parafialnej, w której proboszczowie zapisywali dane o zdarzeniach podlegających rejestracji w chwili ich zgłaszania lub bezpośrednio po nich. Później dane z raptularza przepisywano do odpowiednich ksiąg metrykalnych.